# Sous-préfecture de Reims
La sous-préfecture de Reims, située place Royale, à Reims, en France est l'une des trois sous-préfectures du département de la Marne, avec Épernay et Vitry-le-François. 
Le bâtiment est également repris sous le nom local d’ancienne douane.
Sur cet édifice, l'ensemble constitué de la façade et de la toiture fait l'objet d'une inscription au titre des monuments historiques depuis le 19 août 1953.

## Localisation
La sous-préfecture est située dans la ville de Reims, dont elle dirige l'arrondissement du même nom, dans le département de la Marne en région Grand-Est. 
Les bâtiments actuels sont accessibles place Royale à Reims.

## Histoire
Dans les années 1740/50, Daniel-Charles Trudaine, Intendant des Ponts et Chaussées, Trudaine voulait reloger les lieux du pouvoir rémois sur la future place Royale et proposa la construction des bâtiments favorisant le regroupement des services fiscaux dans un « Hôtel des Fermes ». La Douane et les Aides y étaient alors regroupés. 
La construction s’étale, avec celle de la place royale, de 1759 à 1761.
Le 23 octobre 1792, une délibération du Conseil Général décrète que les signes indiquant le despotisme doivent disparaître. 
L’Hôtel des Fermes et l’Hôtel du Commerce sont placés sur la liste des biens nationaux à vendre.
L’édifice est vendu le 8 février 1791 à M. Henriot au titre des Biens Nationaux pour 130 000 livres.
Durant la seconde moitié du XIXe siècle, plusieurs commerces s’installent dans le bâtiment, aux côtés du négociant en vins de Champagne Henriot. 
Au début du XXe siècle, l’ancien Hôtel des Fermes abrita le magasin de vêtement « Dewachter » puis une entreprise de déménagement.
Dans l’aile gauche, un « café de la Douane » s’installe, ainsi qu’un fleuriste.
À la sortie de la guerre 14-18, seule la façade est encore « debout ». La bâtiment avait été incendié par les bombardements. Une inscription sur la gauche du portique central rappelle cette date.
Le 25 janvier 1930, le conseil général de la Marne décide la reconstruction de la sous-préfecture dans l'hôtel de la douane, place Royale, dont la restauration fut achevée en 1936.
En 1935, le bâtiment devient celui de la sous-préfecture de Reims.  Une inscription sur la droite du portique central rappelle cette date.
En 1992, la sous-préfecture a fait l'objet d'une opération de modernisation du hall d'accueil, qui a consisté à installer dans un volume unique l'accueil du public et le personnel chargé de la délivrance des titres.
Entre 2010-2011, une opération de rénovation des façades et de la toiture, parties classées, a été entreprise sous la direction de la DRAC.
De juillet 2010 à janvier 2018, des travaux pour un montant de 4 200 000 €/HT, ont été menées pour relocaliser l’OFII dans les locaux de la sous-préfecture.

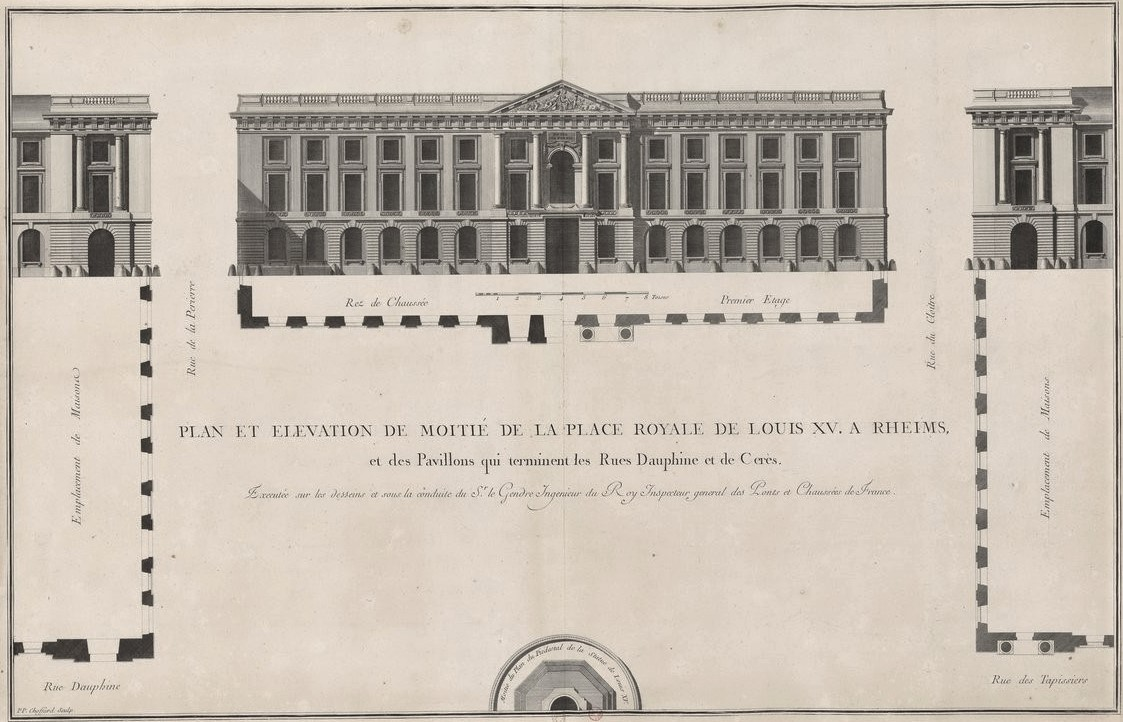
Plan de Jean-Gabriel Le Gendre.
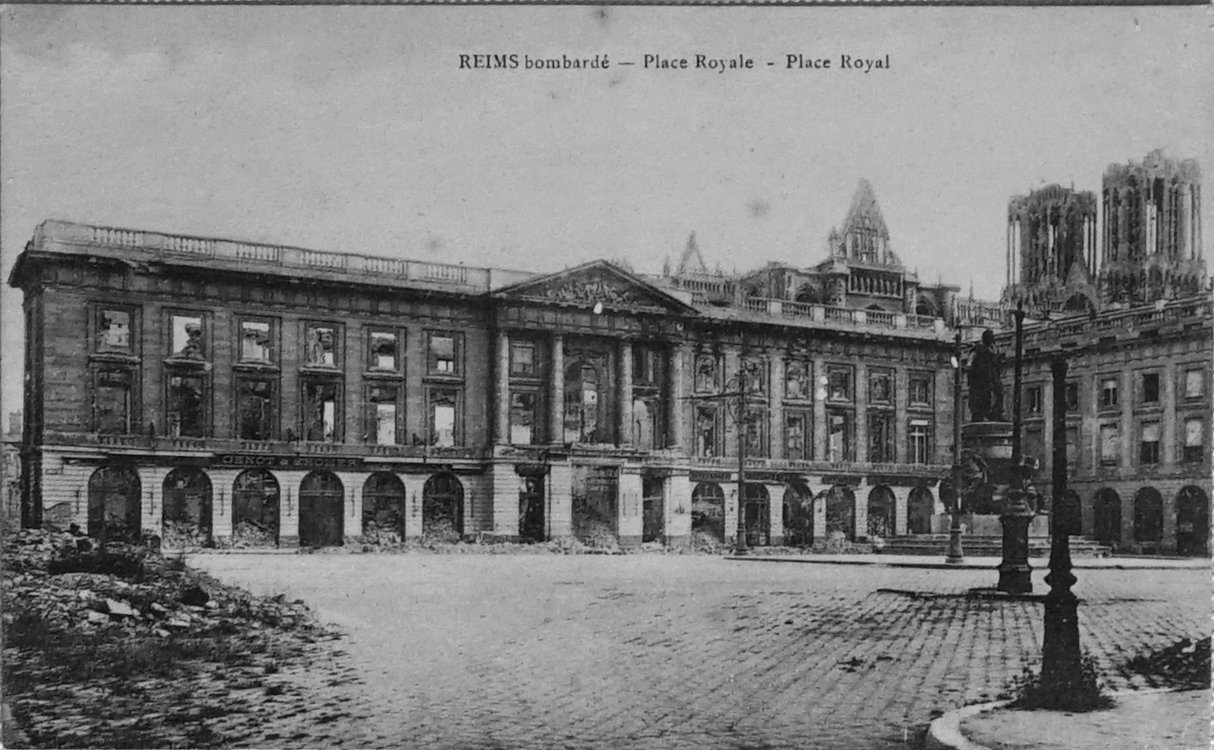
Façade à la sortie de la guerre 14-18.
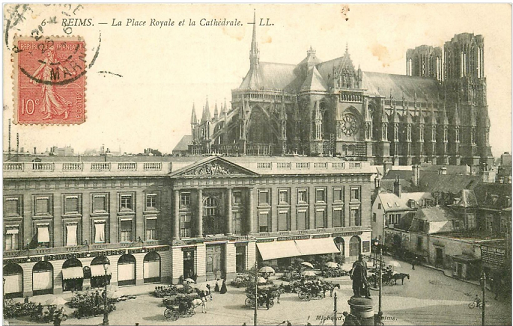
Ancienne Douanes, actuelle sous-préfecture.

## Description

### Le bâtiment
Le bâtiment est en forme de U sur trois niveaux et possède des façades sur la rue du Cloître, sur la Place Royale et sur la rue du Grand-Credo.
En son centre il est surmonté d’un tympan du sculpteur Louis-Philippe Mouchy.

### Œuvre d’art
Le tympan représente Mercure, le dieu du commerce, entouré d'un groupe d'enfants liant des ballots et déroulant du tissu de Reims.
Un autre groupe porte des corbeilles d’où s'échappent des grappes de raisin.
Un vitrail sur le thème de la réconciliation franco-allemande à Reims le 8 juillet 1962 a été réalisé au titre du 1 % culturel pour la modification de l'intérieur de la sous-préfecture de juillet 2010 à janvier 2018. 
Il représente le Chancelier Allemand Konrad Adenauer et le Président Français Charles de Gaulle à l’entrée de la cathédrale de Reims le 8 juillet 1962 lors de la messe symbolique de la réconciliation franco-allemande.

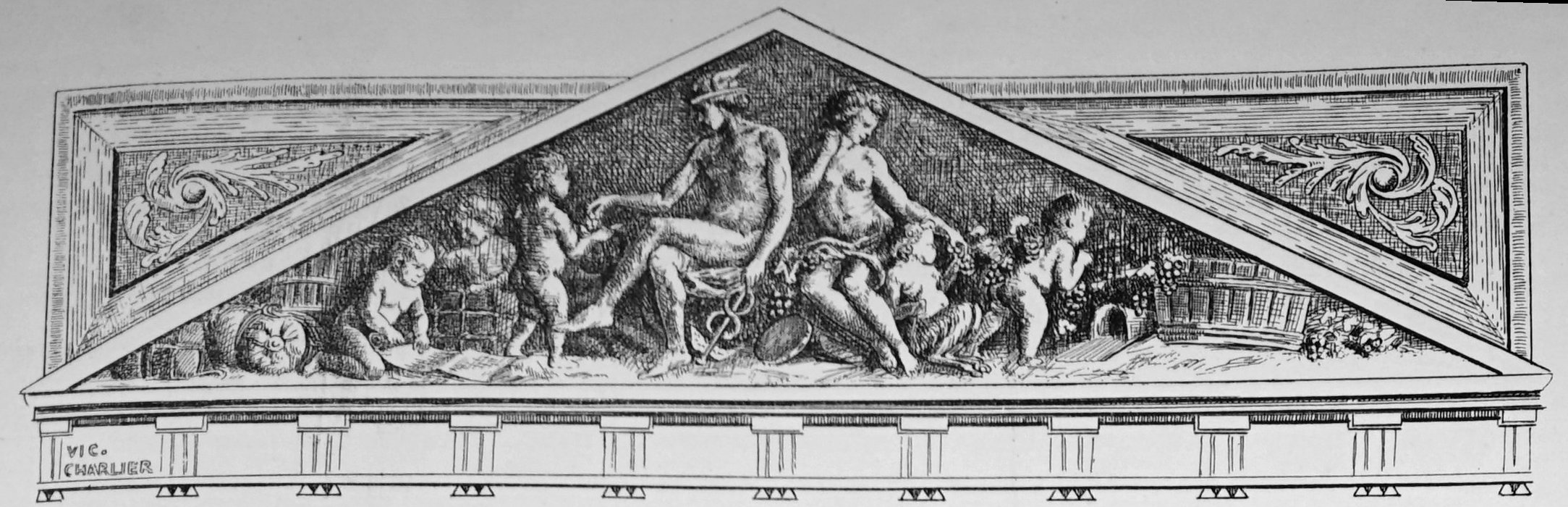
Tympan de l’ancienne douane.